# Middleborough Center (Massachusetts)
Middleborough Center é um lugar designado pelo censo localizado no condado de Plymouth no estado estadounidense de Massachusetts. No Censo de 2010 tinha uma população de 7.319 habitantes e uma densidade populacional de 701,73 pessoas por km².

## Geografia
Middleborough Center encontra-se localizado nas coordenadas 41° 53′ 39″ N, 70° 55′ 33″ O. Segundo a Departamento do Censo dos Estados Unidos, Middleborough Center tem uma superfície total de 10.43 km², da qual 10.17 km² correspondem a terra firme e (2.48%) 0.26 km² é água.

## Demografia
Segundo o censo de 2010, tinha 7.319 pessoas residindo em Middleborough Center. A densidade populacional era de 701,73 hab./km². Dos 7.319 habitantes, Middleborough Center estava composto pelo 93.44% brancos, o 1.78% eram afroamericanos, o 0.37% eram amerindios, o 1.46% eram asiáticos, o 0.04% eram insulares do Pacífico, o 0.66% eram de outras raças e o 2.25% pertenciam a duas ou mais raças. Do total da população o 2.17% eram hispanos ou latinos de qualquer raça.